# Hoffmannia teruae
Hoffmannia teruae är en måreväxtart som beskrevs av Louis Otho Otto Williams och Juan Ignacio Molina. Hoffmannia teruae ingår i släktet Hoffmannia och familjen måreväxter. Inga underarter finns listade i Catalogue of Life.